# Mujeres arriba
Mujeres arriba es una película de comedia de 2020, dirigida y escrita por Andrés Feddersen, y protagonizada por Loretto Bernal, Natalia Valdebenito y Alison Mandel. Estrenada el 13 de febrero de 2020. Vendió 100 mil entradas en cines. 
Se estrenó en Netflix y se convirtió en una de las películas más vistas en la plataforma a nivel nacional.

## Sinopsis
La historia cuenta las aventuras de 3 amigas, Teresa (Loretto Bernal) la soltera, Maida (Natalia Valdebenito), la mamá salvaje y Consuelo (Alison Mandel), la novia perfeccionista. Cada una está en una diferente etapa de la vida, y todas están dispuestas a arriesgarse para tener una vida sexual más placentera. 
Luego de descubrir la infidelidad de su marido, Teresa decide separarse definitivamente. Con la ayuda de sus amigas va en busca de la liberación sexual y su propia felicidad, poniendo su placer primero. 
En el camino, conocerá a Damián (Matías Assler), un talentoso escritor que le intenta dar buenos consejos a Teresa. Por el otro lado, Jorge (Cristián Riquelme), un romance de una sola noche, que se convertirá en su jefe, también la pondrá en aprietos. Sin darse cuenta, Teresa se convertirá en el blanco de dos hombres, mientras desarrolla su etapa más seductora en el sexo, que dejó de ser tan casual, como ella quería.
También cuenta la historia de Maida, una mamá que intenta todo por revivir el deseo en su matrimonio, deseo que ha bajado un poco por la cotidianidad. 
Consuelo, quien parece tenerlas todas, también tiene un problema, su novio es eyaculador precoz, así que iniciarán un entrenamiento para bajar la ansiedad. 

## Reparto
- Loretto Bernal es Teresa.
- Natalia Valdebenito es Maida.
- Alison Mandel es Consuelo.
- Consuelo Holzapfel es Ximena Gutiérrez.
- Matías Assler es Damián.
- Cristián Riquelme es Jorge Valenzuela.
- Diego Casanueva es Ignacio.
- Samuel González es Manuel.
- Darko Peric es Claudio, el piloto.
- Amanda Müller es Bárbara, la novia de Damián.
- Esteban Rojas Tallarida como Miguel, expareja de Teresa.
- Rocío Rodríguez Presedo como la barman.

## Producción
La película fue rodada en Santiago de Chile entre agosto y septiembre de 2019, con un equipo técnico y artístico compuesto por más de 100 personas. La cinta tuvo una duración de 100 minutos y se filmó en formato digital.
Algunos de los lugares que se utilizaron como locaciones para la película fueron el Parque Forestal, el Barrio Lastarria, el Barrio Bellavista, el Cerro San Cristóbal y el Hotel W. Además, se recrearon algunos escenarios como una clínica, una oficina y un departamento.
La película contó con la dirección de Andrés Feddersen, quien también participó en la escritura del guion junto a las tres protagonistas: Natalia Valdebenito, Loretto Bernal y Alison Mandel.
El estreno en cines fue atrasado por las manifestaciones del 18 de octubrey parte de su presentación en cines estuvo afectado por los confinamientos a causa de la pandemia de COVID-19. Posteriormente, fue estrenada en Netflix con una gran cantidad de visualizaciones.